# 2. Badminton-Bundesliga 1989/90
Die 2. Badminton-Bundesliga 1989/90 als zweithöchste deutsche Spielklasse in der Sportart Badminton war in vier Staffeln unterteilt, in der jeweils acht Teams gegeneinander antraten. In die 1. Bundesliga stieg der 1. BV Mülheim auf.

## 2. Bundesliga Nord
Abschlusstabelle
| Platz | Mannschaft                  | Spiele |
| ----- | --------------------------- | ------ |
| 1.    | BC Eintracht Südring Berlin | 14     |
| 2.    | BLZ Berlin                  | 14     |
| 3.    | VfL Wolfsburg (N)           | 14     |
| 4.    | VfL 93 Hamburg              | 14     |
| 5.    | VfL Berliner Lehrer         | 14     |
| 6.    | SC Blankenese               | 14     |
| 7.    | SC Siemensstadt             | 14     |
| 8.    | VfB Lübeck (N)              | 14     |

## 2. Bundesliga West
Abschlusstabelle
| Platz | Mannschaft            | Spiele |
| ----- | --------------------- | ------ |
| 1.    | 1. BV Mülheim (A)     | 14     |
| 2.    | 1. BC Beuel           | 14     |
| 3.    | FC Langenfeld 2 (N)   | 14     |
| 4.    | TTC Brauweiler 1948 2 | 14     |
| 5.    | Ohligser TV           | 14     |
| 6.    | BV Wesel Rot-Weiss    | 14     |
| 7.    | BSC Gütersloh (N)     | 14     |
| 8.    | 1. DBC Bonn (A)       | 14     |

## 2. Bundesliga Südwest
Abschlusstabelle
| Platz | Mannschaft                  | Spiele |
| ----- | --------------------------- | ------ |
| 1.    | TG Hanau                    | 14     |
| 2.    | KSV Baunatal                | 14     |
| 3.    | VfN Hattersheim             | 14     |
| 4.    | PSV Grün-Weiß Wiesbaden (N) | 14     |
| 5.    | TuS Wiebelskirchen 2        | 14     |
| 6.    | 1. BV Maintal               | 14     |
| 7.    | PSV Ludwigshafen (N)        | 14     |
| 8.    | 1. PBC Neustadt             | 14     |

## 2. Bundesliga Süd
Abschlusstabelle
| Platz | Mannschaft                | Spiele |
| ----- | ------------------------- | ------ |
| 1.    | PTSV Rosenheim            | 14     |
| 2.    | VfL Sindelfingen          | 14     |
| 3.    | VfB Friedrichshafen       | 14     |
| 4.    | TSV Neuhausen-Nymphenburg | 14     |
| 5.    | SG Siemens Erlangen       | 14     |
| 6.    | ESV Neuaubing (N)         | 14     |
| 7.    | TG Zell                   | 14     |
| 8.    | TSB Schwäbisch Gmünd (N)  | 14     |